# Emma Lincoln-Smith
Emma Lincoln-Smith, née le 28 novembre 1985, est une skeletoneuse australienne. Au cours de sa carrière, elle a pris part aux Jeux olympiques de 2010 où elle termine dixième. Aux championnats du monde qu'elle a disputé entre 2007 et 2013, sa meilleure performance est une cinquième place en 2009 à Lake Placid, enfin en coupe du monde, elle est montée sur un podium le 12 décembre 2011 à Igls, le seul jusque-là.
Elle est la sœur de la joueuse de water-polo Holly Lincoln-Smith.

## Palmarès
| Compétitions / Année    | Compétitions / Année    | 2006 | 2007 | 2008 | 2009 | 2010 | 2011 | 2012 | 2013 |
| ----------------------- | ----------------------- | ---- | ---- | ---- | ---- | ---- | ---- | ---- | ---- |
| Jeux olympiques d'hiver | Jeux olympiques d'hiver | -    | -    | -    | -    | 10e  | -    | -    |      |
| Champ. du monde         | Ind.                    | -    | 12e  | 14e  | 5e   | -    | -    | -    |      |
| Champ. du monde         | Mixte                   | -    | -    | -    | -    | -    | -    | -    |      |
| Coupe du monde          | Coupe du monde          | 25e  | 17e  | 8e   | 11e  | 10e  | -    | -    |      |